# Pedro Bonet Alcantarilla
Pedro Bonet y Alcantarilla (1864-siglo XX) fue un escritor español.

## Biografía
Bonet, al que Ossorio y Bernard describe como un poeta catalán, nació en Valencia en 1864. Fue colaborador de publicaciones periódicas como El Mercantil Valenciano, La Renaixensa, La Veu de Montserrat e Iris, entre otros periódicos. Participó en los premios de Lo Rat Penat.